# Premio Nazionale Carriera Esemplare "Gaetano Scirea"
Il Premio Nazionale Carriera Esemplare "Gaetano Scirea", più noto come Premio Scirea, è un premio calcistico, nato nel 1992, dedicato all'omonimo ex calciatore e bandiera della Juventus Football Club e Nazionale italiana.
Il Memorial Gaetano Scirea under 14, giunto nel 2014 alla XXV edizione è un torneo di calcio organizzato dal Gruppo Sportivo Serenissima S. Pio X in collaborazione con il Comune di Cinisello Balsamo. La manifestazione, rivolta alla categoria giovanissimi di squadre professionistiche, è uno degli eventi sportivi più seguiti e apprezzati a livello nazionale. A testimoniarlo il valore delle squadre e la qualità tecnica espressa sul campo, compresa l'attenzione con cui viene seguito dal pubblico e dalla stampa sportiva.
Il premio "carriera esemplare", giunto nel 2011 alla XX edizione, è indetto dall'Amministrazione Comunale di Cinisello Balsamo in collaborazione con l'Unione Stampa Sportiva Italiana (U.S.S.I.), con il patrocinio del Gruppo Lombardo Giornalisti Sportivi (G.L.G.S.). Viene assegnato ad un giocatore over 30 che si sia contraddistinto in campo per lealtà e correttezza sportiva, qualità che contraddistinsero Gaetano Scirea. La premiazione avviene presso la cittadina lombarda durante il torneo già citato.
Tradizionalmente la nomina comprendeva solo giocatori italiani, nel 2010 si è invece deciso sulla possibilità di attribuire il premio a calciatori stranieri che militano in Serie A da almeno 10 anni. 
Nel 2013 è stato inoltre riconosciuto un premio speciale a Stefano Borgonovo, ex calciatore di Milan e Fiorentina colpito dalla SLA e venuto a mancare nel mese di giugno.

## Albo d'oro
- 1992 Giuseppe Baresi  Italia,  Inter[3]
- 1993 Stefano Tacconi  Italia,  Genoa[3]
- 1994 Franco Baresi  Italia,  Milan[3]
- 1995 Pietro Vierchowod  Italia,  Sampdoria[3]
- 1996 Mauro Tassotti  Italia,  Milan[3]
- 1997 Giuseppe Bergomi  Italia,  Inter[3]
- 1998 Roberto Donadoni  Italia,  Milan[3]
- 1999 Michelangelo Rampulla  Italia,  Juventus[3]
- 2000 Alessandro Costacurta  Italia,  Milan[3]
- 2001 Roberto Baggio  Italia,  Brescia[3]
- 2002 Paolo Maldini  Italia,  Milan[3]
- 2003 Ciro Ferrara  Italia,  Juventus[3]
- 2004 Giuseppe Signori  Italia,  Bologna[3]
- 2005 Gianfranco Zola  Italia,  Cagliari[3]
- 2006 Gianluca Pessotto  Italia,  Juventus[3]

- 2007 Filippo Inzaghi  Italia,  Milan[3]
- 2008 Alessandro Del Piero  Italia,  Juventus[3]
- 2009 Cristiano Doni  Italia,  Atalanta[3][4]
- 2010 Javier Zanetti  Argentina,  Inter[3]
- 2011 Antonio Di Natale  Italia,  Udinese[5]
- 2012 Gennaro Gattuso  Italia,  Milan[6]
- 2013 Andrea Pirlo  Italia,  Juventus[7]
- 2014 Francesco Totti  Italia,  Roma[8]
- 2015 Luca Toni  Italia,  Verona[9]
- 2016 Gianluigi Buffon  Italia,  Juventus[10]
- 2017 Andrea Barzagli  Italia,  Juventus[11]
- 2018 Fabio Quagliarella  Italia,  Sampdoria[12]
- 2019 Giorgio Chiellini  Italia,  Juventus
- 2020 Andrea Belotti  Italia,  Torino
- 2021 Simon Kjær  Danimarca,  Milan[13]

### Vittorie per nazionalità
- 28 vittorie:  Italia
- 1 vittoria:  Argentina
- 1 vittorie:  Danimarca

### Vittorie per squadra
- 8 vittorie:  Juventus
- 8 vittoria:  Milan
- 3 vittorie:  Inter
- 2 vittorie:  Sampdoria
- 1 vittoria:  Atalanta
- 1 vittoria:  Bologna
- 1 vittoria:  Brescia
- 1 vittoria:  Cagliari
- 1 vittoria:  Genoa
- 1 vittoria:  Roma
- 1 vittoria:  Torino
- 1 vittoria:  Udinese
- 1 vittoria:  Verona